# Semiramus Corona
Semiramus Corona est une corona, formation géologique en forme de couronne, située sur la planète Vénus par -37° S et 293° E. Elle est localisée dans le quadrangle de Themis Regio. Elle a été nommée en référence à Semiramus, déesse assyrienne de la fertilité. 

## Géographie et géologie
Semiramus Corona couvre une surface circulaire d'environ 375 km de diamètre. 